# Турка (Бурятия)
Турка́ (бур. Түрхэнэ) — село (с 1974 по 2006 год — посёлок городского типа) в Прибайкальском районе Бурятии, административный центр сельского поселения «Туркинское».
Население — 1450 чел. (2010).

## География
Расположено на восточном берегу Байкала в устье реки Турки, в 111 км к северо-востоку от районного центра, села Турунтаево, в 169 км от города Улан-Удэ, на региональной автодороге Р438 «Баргузинский тракт».

## История
Село Турка основано в 1813 году.
13 ноября 1974 года село отнесено к категории рабочих посёлков.
1 марта 2006 года рабочий посёлок Турка преобразован в село.

## Население
| 2007 | 2010  |
| ---- | ----- |
| 1460 | ↘1450 |

## Экономика
Пристань Турка. Развито рыболовство. Действуют лесхоз, деревообрабатывающее предприятие.
В 2011 году состоялось открытие одного из участков особой экономической зоны туристско-рекреационного типа «Байкал», включающий отели, порт для яхт и др.

## Инфраструктура
Средняя общеобразовательная школа, детский сад, Дом культуры, детская библиотека, участковая больница, администрация сельского поселения.